# Pierre Harmel
Pierre Charles José Marie Harmel gróf (1911. március 16. – 2009. november 15.) belga politikus és államférfi, Belgium miniszterelnöke 1965 - 1966 között.

## Ifjúsága
Harmel Ukkle-ben született, tanulmányait a Liège-i egyetemen végezte, 1933-ban kapta meg jogi doktori címét és társadalomtudományi diplomáját. Tanulmányai alatt kapcsolódott be az "Association Catholique Belge" katolikus ifjúsági egyesület tevékenységébe, 1938-ban az egyesület elnöke lett.
1940-ben korosztolyával együtt besorozták a belga hadseregbe és részt vett a német hadsereg ellen vívott 18 napos hadjáratban. A háború után, 1947-ben volt egyetemén, a jogi tanszéken kapott professzori pozíciót.

## Politikai pályája
Harmel rögtön a megalakulása után tagja lett a Belga Katolikus Párt utódszervezetének, a Keresztényszocialista Pártnak. Az 1946. február 17-én tartott választásokon a párt jelöltjeként parlamenti képviselőnek választották, megszakítás nélkül egészen 1971-ig tartotta meg képviselői helyét. 1949-ben a belga delegáció tagja volt az ENSZ közgyűlésének negyedik ülésszakán.

### Iskolaháború
1950. június 8. és 1954. április 22. között oktatási miniszter volt Joseph Pholien és Jean Van Houtte kormányaiban. Miniszterként megemelte a magán (azaz túlnyomórészt a katolikus egyház által fenntartott) iskolákban dolgozó tanárok fizetését, míg az állami iskolák támogatását az iskolában tanuló diákok számához kötötte. A kormány ellenzéke, a liberális és szocialista ellenzék ezt hadüzenetnek vette (mivel ellenezték a katolikus egyház befolyását az oktatásban). Az 1954-es választások eredményeként hatalomra jutó liberális-szocialista koalíció oktatási minisztere, Leo Collard azonnali hatállyal eltörölte ezeket az intézkedéseket, ami kiváltotta a katolikusok felháborodását és tüntetéseket eredményezett. A kompromisszumot végül a következő, Gaston Eyskens által vezetett kisebbségi katolikus kormány és a belga iskolaháborút az 1958. november 6-án aláírt iskola-egyezmény lezárta.

### Igazságügyminiszter, miniszterelnök és külügyminiszter
Gaston Eyskens második kormányában (1958. június 23. - 1958. november 6.) igazságügyminiszteri posztot kapott, majd ezt követően kulturális miniszter (1958. november 6. - 1960. szeptember 3.), illetve közigazgatásért felelős miniszteri (1960. szeptember 3. - 1961. április 25.) posztokat töltött be Eykens harmadik kormányában.
1965. július 28. és 1966. március 19. között a belga kormány miniszterelnöke volt, kormányában kereszténydemokrata és szocialista miniszterek voltak. Lemondása után utóda, Paul Vanden Boeynants kormányában kapott külügyminiszteri posztot (1966. március 19. - 1968. február 7.). Külügyminisztersége alatt töltötte be Belgium az EGK soros elnöki tisztét és Harmel, mint belga külügyminiszter, nyitotta meg a tárgyalásokat az EGK-ba belépni kívánó 4 országgal (Nagy-Britannia, Dánia, Írország és Norvégia - utóbbi végül népszavazáson elutasította a tagságot).
Külügyminiszterként szerepe volt még a NATO szerepének felülvizsgálatában is és ő képviselte a "Future Tasks of the Alliance" című szakértői jelentést is Az 1967. decemberében jóváhagyott dokumentum az ún. Harmel-doktrínát javasolta a szövetségnek: a közös védelem fejlesztését és jó diplomáciai kapcsolatok fenntartását a Varsói Szerződés tagállamaival. A Harmel-doktrína alkalmazásával enyhült a feszültség a NATO és a VSZ között és ez tette lehetővé az 1975-ös helsinki Európai Biztonsági és Együttműködési Értekezletet (EBEÉ, az EBESZ elődszervezete) megrendezését és a Helsinki Záróokmány aláírását. Harmel maga több VSZ-tagországot is meglátogatott.
1971 és 1977 között a belga felsőházban volt szenátor, 1973-ban államminiszterré nevezték ki. 1988-ban a Leuveni Katolikus Egyetem díszdoktora lett, majd 1991-ben Balduin belga király grófi címet adományozott neki. Jelenleg Brüsszelben él.

## Fordítás
- Ez a szócikk részben vagy egészben  a   Pierre Harmel című francia Wikipédia-szócikk fordításán alapul.  Az eredeti cikk szerkesztőit annak laptörténete sorolja fel. Ez a jelzés csupán a megfogalmazás eredetét és a szerzői jogokat jelzi, nem szolgál a cikkben szereplő információk forrásmegjelöléseként.